# Vélobus

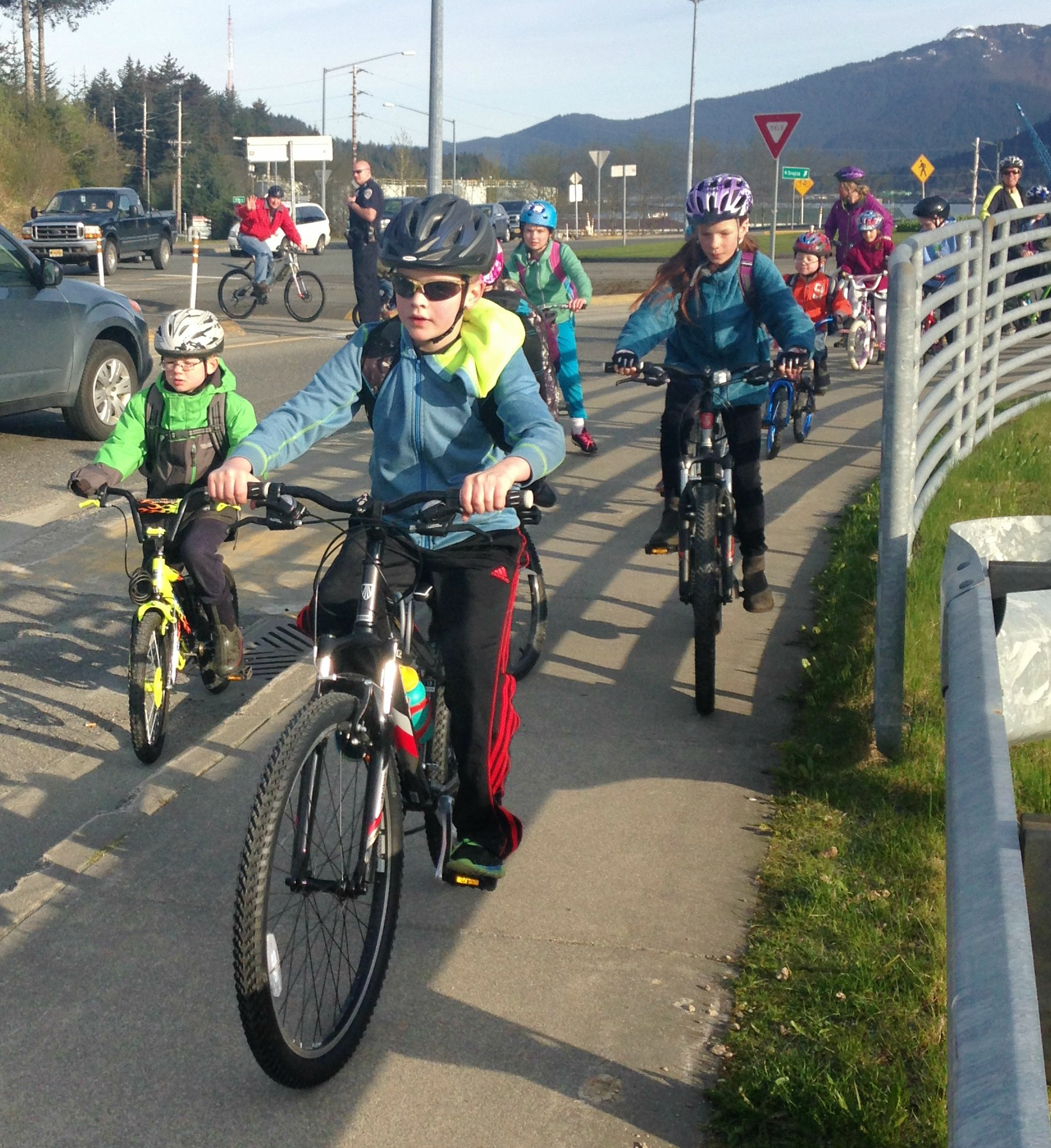
Vélobus scolaire en Alaska.

Un vélobus est un groupe de personnes qui parcourent ensemble un itinéraire à vélo en suivant un horaire établi comme moyen de transport vers leurs destinations. Les cyclistes peuvent se joindre ou quitter le vélobus à différents points le long de l'itinéraire.
Les vélobus peuvent avoir des objectifs sociaux ou environnementaux, visant à encourager davantage de personnes à utiliser le vélo comme moyen de transport, rendant ainsi l'expérience plus intéressante, conviviale et sûre.
Il est fréquent d'organiser des vélobus scolaires dans lesquels un ou plusieurs adultes supervisent un itinéraire où ils récupèrent les enfants à différents points jusqu'à ce qu'ils arrivent à l'établissement scolaire,.
Les vélobus présentent de nombreux avantages tels que l'amélioration de la santé, la réduction de la pollution, une plus grande socialisation et participation communautaire, la réduction du trafic et du bruit, ainsi que l'amélioration de la sécurité routière.